# Jean-Louis Pollevert
Jean-Louis Pollevert, mort en 1765, est un architecte français.

## Biographie
Jean-Louis Pollevert obtint le second prix au concours de l'Académie royale d'architecture de 1735 sur le sujet « une galerie avec une chapelle à une extrémité et un salon à l'autre » et le premier prix l'année suivante sur le sujet « une superbe maison de campagne avec toutes ses dépendances ».
Inspecteur des Bâtiments du roi, il fut en poste à Fontainebleau de 1743 à 1748. En 1750, il était dessinateur au bureau de Gabriel à Versailles et logé au magasin des Fers. Dans les années suivantes, il fut affecté aux travaux de l'École militaire. Lors du concours pour la place Louis-XV (future place de la Concorde), il situa son projet vers la rue de la Ferronnerie.
Il épousa la fille du sculpteur d'ornements Jacques Verberckt.

## Réalisations et principaux projets
- Château de Tirac, Saint-Fort-sur-Gironde (Charente-Maritime) : construit « à l'italienne » pour Paul-François de Laâge de Volude[2].

### Sources
- Michel Gallet, Les Architectes parisiens du XVIIIe siècle : Dictionnaire biographique et critique, Paris, Éditions Mengès, 1995, 494 p. (ISBN 2-8562-0370-1).